# Vecqueville
Vecqueville és un municipi francès situat al departament de l'Alt Marne i a la regió del Gran Est. L'any 2007 tenia 616 habitants.

## Demografia

### Població
El 2007 la població de fet de Vecqueville era de 616 persones. Hi havia 237 famílies de les quals 55 eren unipersonals (24 homes vivint sols i 31 dones vivint soles), 71 parelles sense fills, 87 parelles amb fills i 24 famílies monoparentals amb fills.
La població ha evolucionat segons el següent gràfic:
Habitants censats

### Habitatges
El 2007 hi havia 267 habitatges, 238 eren l'habitatge principal de la família, 14 eren segones residències i 15 estaven desocupats. 256 eren cases i 7 eren apartaments. Dels 238 habitatges principals, 152 estaven ocupats pels seus propietaris, 80 estaven llogats i ocupats pels llogaters i 6 estaven cedits a títol gratuït; 17 tenien dues cambres, 46 en tenien tres, 91 en tenien quatre i 84 en tenien cinc o més. 179 habitatges disposaven pel capbaix d'una plaça de pàrquing. A 114 habitatges hi havia un automòbil i a 77 n'hi havia dos o més.

### Piràmide de població
La piràmide de població per edats i sexe el 2009 era:
| Homes | Edats   | Dones |
| ----- | ------- | ----- |
| 0     | 95 o +  | 0     |
| 0     | 90 a 94 | 4     |
| 4     | 85 a 89 | 4     |
| 4     | 80 a 84 | 12    |
| 4     | 75 a 79 | 12    |
| 4     | 70 a 74 | 8     |
| 16    | 65 a 69 | 12    |
| 12    | 60 a 64 | 20    |
| 12    | 55 a 59 | 16    |
| 24    | 50 a 54 | 12    |
| 20    | 45 a 49 | 36    |
| 20    | 40 a 44 | 12    |
| 24    | 35 a 39 | 32    |
| 28    | 30 a 34 | 20    |
| 8     | 25 a 29 | 12    |
| 28    | 20 a 24 | 32    |
| 48    | 15 a 19 | 16    |
| 44    | 10 a 14 | 32    |
| 16    | 5 a 9   | 28    |
| 20    | 0 a 4   | 8     |

## Economia
El 2007 la població en edat de treballar era de 411 persones, 241 eren actives i 170 eren inactives. De les 241 persones actives 194 estaven ocupades (135 homes i 59 dones) i 48 estaven aturades (23 homes i 25 dones). De les 170 persones inactives 35 estaven jubilades, 54 estaven estudiant i 81 estaven classificades com a «altres inactius».

### Ingressos
El 2009 a Vecqueville hi havia 251 unitats fiscals que integraven 676 persones, la mediana anual d'ingressos fiscals per persona era de 12.549 €.

### Activitats econòmiques
Dels 13 establiments que hi havia el 2007, 2 eren d'empreses de fabricació d'altres productes industrials, 3 d'empreses de construcció, 1 d'una empresa de comerç i reparació d'automòbils, 1 d'una empresa d'hostatgeria i restauració, 2 d'empreses financeres, 1 d'una empresa immobiliària, 2 d'empreses de serveis i 1 d'una empresa classificada com a «altres activitats de serveis».
Dels 2 establiments de servei als particulars que hi havia el 2009, 1 era una lampisteria i 1 electricista.
L'únic establiment comercial que hi havia el 2009 era una botiga de material esportiu.

## Equipaments sanitaris i escolars
El 2009 hi havia una escola elemental.

## Poblacions més properes
El següent diagrama mostra les poblacions més properes.